# 872年
| 千纪： | 1千纪                                                                                           |
| 世纪： | 8世纪 \| 9世纪 \| 10世纪                                                                        |
| 年代： | 840年代 \| 850年代 \| 860年代 \| 870年代 \| 880年代 \| 890年代 \| 900年代                       |
| 年份： | 867年 \| 868年 \| 869年 \| 870年 \| 871年 \| 872年 \| 873年 \| 874年 \| 875年 \| 876年 \| 877年 |
| 纪年： | 壬辰年（龙年）；唐咸通十三年；南詔建極十三年；日本貞觀十四年                                    |

## 大事记
- 盧龍節度使張允伸卒，平州刺史張公素率軍奔喪，乘機逐張允伸之子，自任節度使。
- 呼羅珊的塔希爾王朝被薩法爾王朝取代，首都設在位於今阿富汗的扎蘭季。
- 巴西爾一世的拜占庭帝國 軍隊在瓦菲里亞克打敗了保羅派的軍隊，不久拜占庭帝國又攻陷了保羅派的中心泰夫里卡，徹底解決了叛亂問題。

## 出生
- 遼太祖耶律阿保機（872年－926年，54岁）是遼朝的第一位皇帝。
- 霍彦威，五代将领。
- 黄峭，五代十国人物。
- 李建勛，南唐将领。
- 练氏夫人，五代十国时期闽国人物。
- 牛希濟，五代前蜀詞人。
- 陈抟，宋朝道士。
- 耶律曷鲁，辽朝官员。
- 伊勢 (歌人)，日本歌人。
- 紀貫之，日本歌人。
- 藤原溫子，日本醍醐天皇养母。

## 逝世
- 教宗哈德良二世，天主教教宗。
- 张议潮，唐朝归义军节度使。
- 张允伸，唐朝盧龍節度使。
- 三平義中，唐朝佛教禪宗高僧。
- 人康親王，日本贵族。
- 藤原良房，日本贵族。
- 赫利梭黑，泰夫里卡共和国的执政官